# Abbécourt
|  | No s'ha de confondre amb Abbecourt. |

Abbécourt és un municipi francès, situat al departament de l'Aisne i a la regió dels Alts de França.
Forma part de la Communauté de communes du Chauny-Tergnier